# Großer Breitenberg (Wasgau)
Der Große Breitenberg ist ein 457 m ü. NHN hoher Berg im südlichen Pfälzerwald. Er liegt im rheinland-pfälzischen Landkreis Südwestpfalz am nördlichen Rand des Dahner Felsenlands, einem Teil des Wasgaus, der vom Südteil des Pfälzerwaldes gebildet wird. Der Berg liegt im Biosphärenreservat Pfälzerwald-Vosges du Nord und im Naturpark Pfälzerwald. Der Berg ist vollständig bewaldet. Am Berg befinden sich mit der Deichenwand, dem Kuhfels und dem Eselsfels am Südhang markante Buntsandsteinfelsen.

## Geographie

### Lage
Mit dem mit 455,6 m ü. NHN nur wenig niedrigeren Kleinen Breitenberg im Westen und dem östlichen Vorberg des Göckelbergs und 364,8 m ü. NHN hohen Steinberg im Osten bildet der Große Breitenberg einen etwa vier Kilometer langen Bergrücken nördlich der Gemeinde Wilgartswiesen. Auf dem Bergsattel zwischen Kleinem und Großem Breitenberg liegt die Breitenbergschutzhütte, auf dem Sattel zwischen Großem Breitenberg und Steinberg der Ritterstein Nr. 48 Wolfsgrube. Im Süden wird der Bergrücken durch das Tal der Queich begrenzt. Im Norden liegt das Tal des Freischbachs, der in den Wellbach fließt, welcher wiederum bei Rinnthal in die Queich mündet. Der Berg liegt vollständig auf der Gemarkung von Wilgartswiesen.

### Naturräumliche Zuordnung
Der Große Breitenberg gehört zum Naturraum Pfälzerwald, der in der Systematik des von Emil Meynen und Josef Schmithüsen herausgegebenen Handbuches der naturräumlichen Gliederung Deutschlands und seinen Nachfolgepublikationen als Großregion 3. Ordnung klassifiziert wird. Betrachtet man die Binnengliederung des Naturraums, so gehört er zum Wasgau.
Zusammenfassend folgt die naturräumliche Zuordnung damit folgender Systematik:
1. Großregion 1. Ordnung: Schichtstufenland beiderseits des Oberrheingrabens
2. Großregion 2. Ordnung: Pfälzisch-Saarländisches Schichtstufenland
3. Großregion 3. Ordnung: Pfälzerwald
4. Region 4. Ordnung (Haupteinheit): Wasgau

## Zugang und Wandern
Der Gipfel des Berges kann nicht über Wanderwege oder Forstwege erreicht werden. Um den und am Berg verlaufen lokale Wanderwege wie die Wilgartswieser Burgen-Tour, der Wilgartswieser Biosphären-Pfad, der Kurt-Reinhard-Pfad und der Harzpfad.